# Alexandre Terebeniov
Alexandre Terebeniov ou Alexandre Terebeniev (en russe : Александр Иванович Теребенёв), né le 9 janvier 1815 (21 janvier dans le calendrier grégorien) à Saint-Pétersbourg, dans l'Empire russe, et mort le 31 juillet 1859 (12 août dans le calendrier grégorien), à Saint-Pétersbourg est un sculpteur, membre de l'Académie russe des beaux-arts, auteur du portique du Nouvel Ermitage.

## Biographie

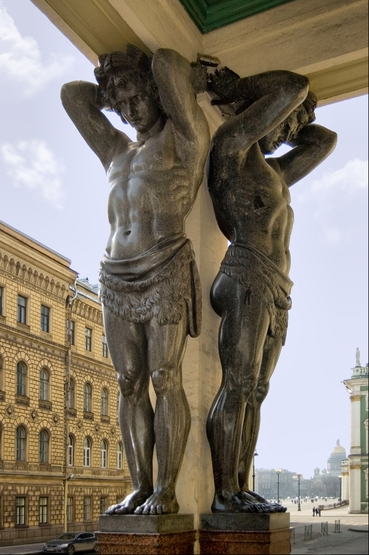
Figures des atlantes au portique du Nouvel Ermitage, (1844—1849)

Alexandre Terebeniov est le fils du sculpteur et caricaturiste Ivan Terebeniov. En 1824, il s'inscrit à l'Académie russe des beaux-arts où il étudie d'abord le dessin, puis il choisit de suivre les cours de sculpture donnés par Vassili Demuth-Malinovski,
À cette époque la sculpture traversait une période de transition à l'académie: au lieu d'imiter les formes classiques de la Grèce ancienne, les sculpteurs cherchent à représenter les formes naturelles, réelles. Terebeniov se trouve parmi les tenants de cette nouvelle tendance. Il fait preuve de nombreux et grands talents et réalise des œuvres brillantes en sculpture et reçoit de nombreux prix : deux petites médailles d'argent alors qu'il n'en est qu'au début de ses études, et, en 1835, deux grandes médailles d'argent et une petite médaille d'or pour un bas-relief intitulé Jean le Baptiste prêche dans le désert la venue du Sauveur (conservé dans l'église de l'académie) qui lui valut d'être accepté comme pensionnaire de l'académie des beaux-arts. Il reçoit encore une petite médaille d'or pour un bas-relief imposé au programme du concours de l'académie: Joseph raconte dans l'obscurité la signification de ses songes et est vu par deux courtisans du pharaon. 
En 1836, son bas-relief l'Arche de Noé est exposé à l'exposition de l'académie et attire l'attention de toute la critique. Il est acquis par l'académie, mais il n'a pas été conservé jusqu'à ce jour.

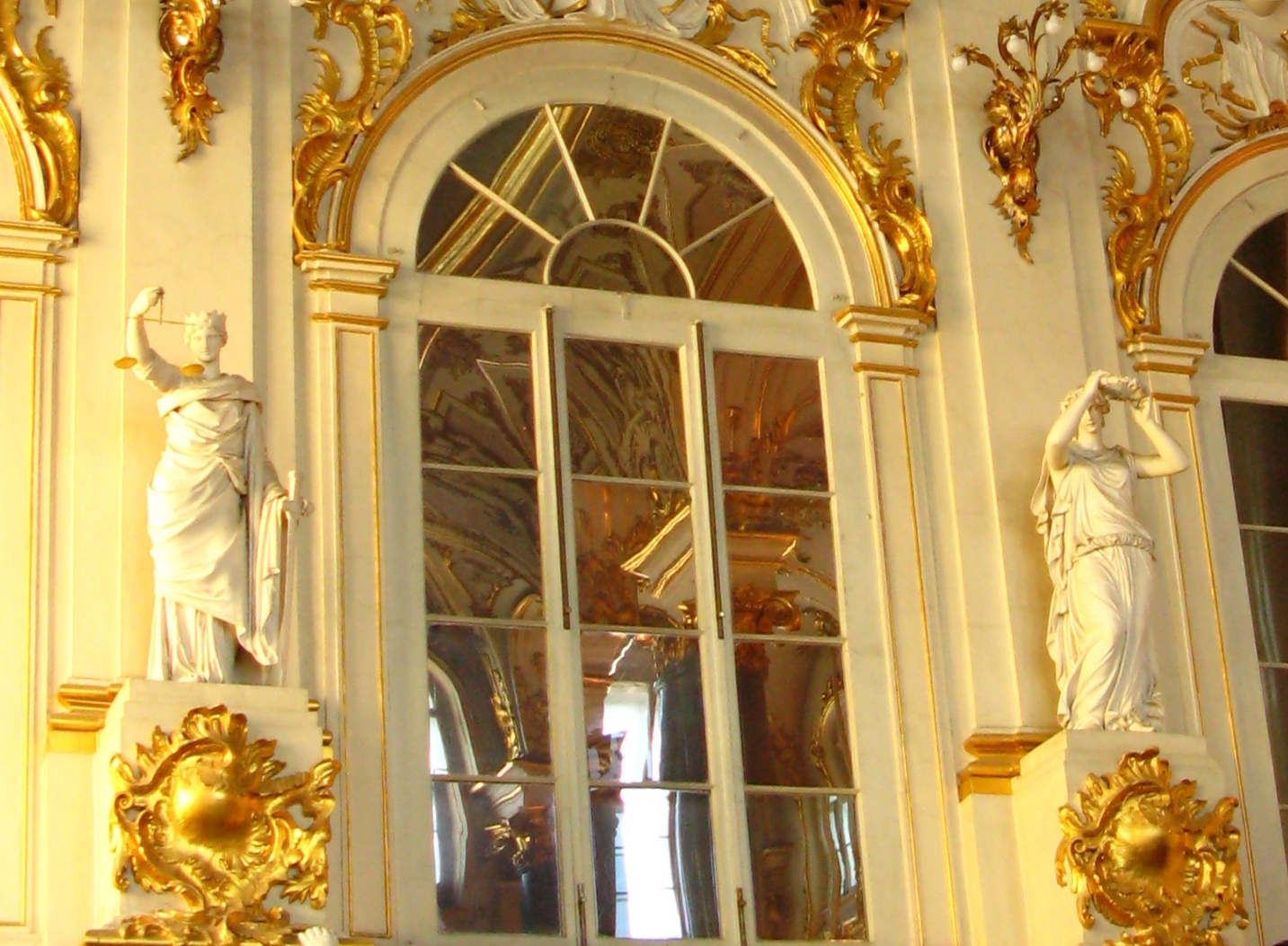
Figures allégoriques de la Justice et de la Sagesse dans l'escalier du Jourdain au Palais d'Hiver, (1838—1839), marbre.

Terebeniov termine les cours de l'académie en 1836 avec le titre d'artiste de classe XIV, le statut de pensionnaire et le droit au voyage en Italie aux frais de l'académie. Son but est alors d'obtenir la grande médaille d'or, mais son travail à ce projet a empêché son mariage avec la fille du peintre Alexeï Egorov. Il commence à travailler pour vivre et abandonne son projet de voyage à l'étranger.
Durant les années qui suivent, Terebeniov réalise un haut-relief représentant La Foi pour le bâtiment du Conseil de tutelle de Saint-Pétersbourg ainsi que des statues et des hauts-reliefs, qui ornent les arcades et les niches du grand escalier, ainsi qu'un bas-relief des Évangélistes pour l'église de Peterhof.

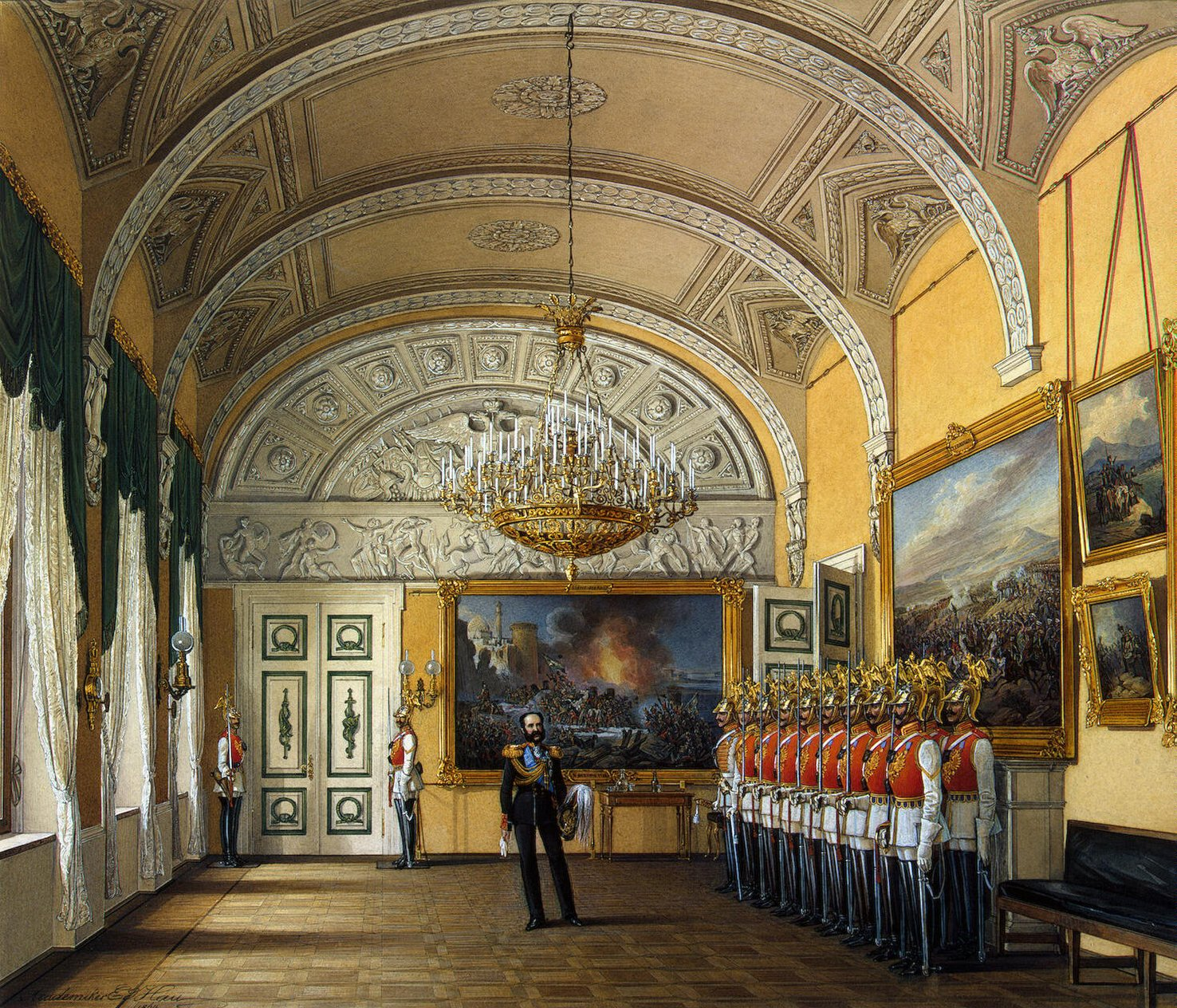
Bas-relief du combat des Amazones contre les Centaures dans la salle de garde de la cavalerie du Palais d'Hiver, aquarelle de Eduard Hau, (1864).

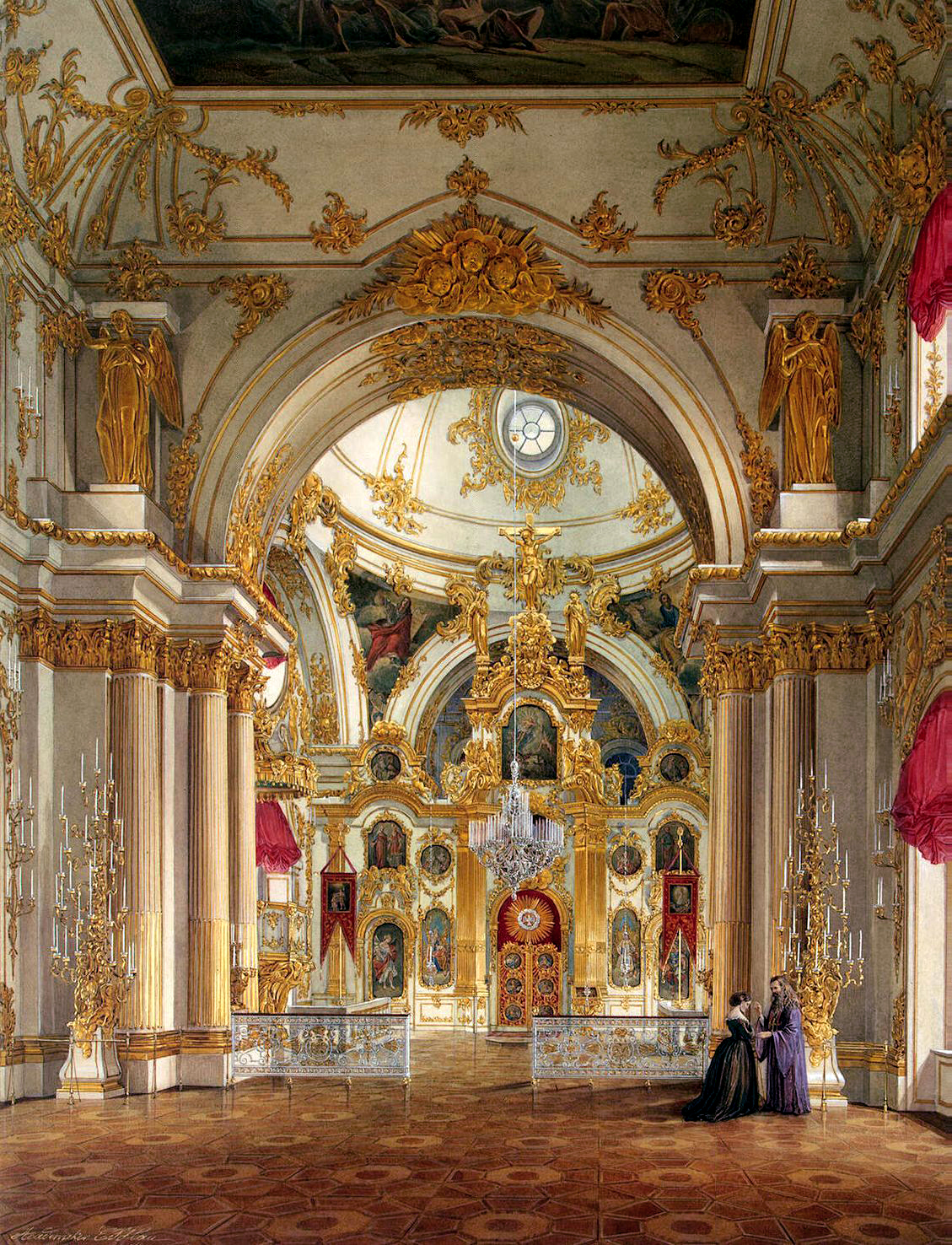
Figures des anges représentants l'Ancien et le Nouveau testament dans la Grande église du Palais d'Hiver au-dessus des pylônes sur une aquarelle d'Eduard Hau (1866).

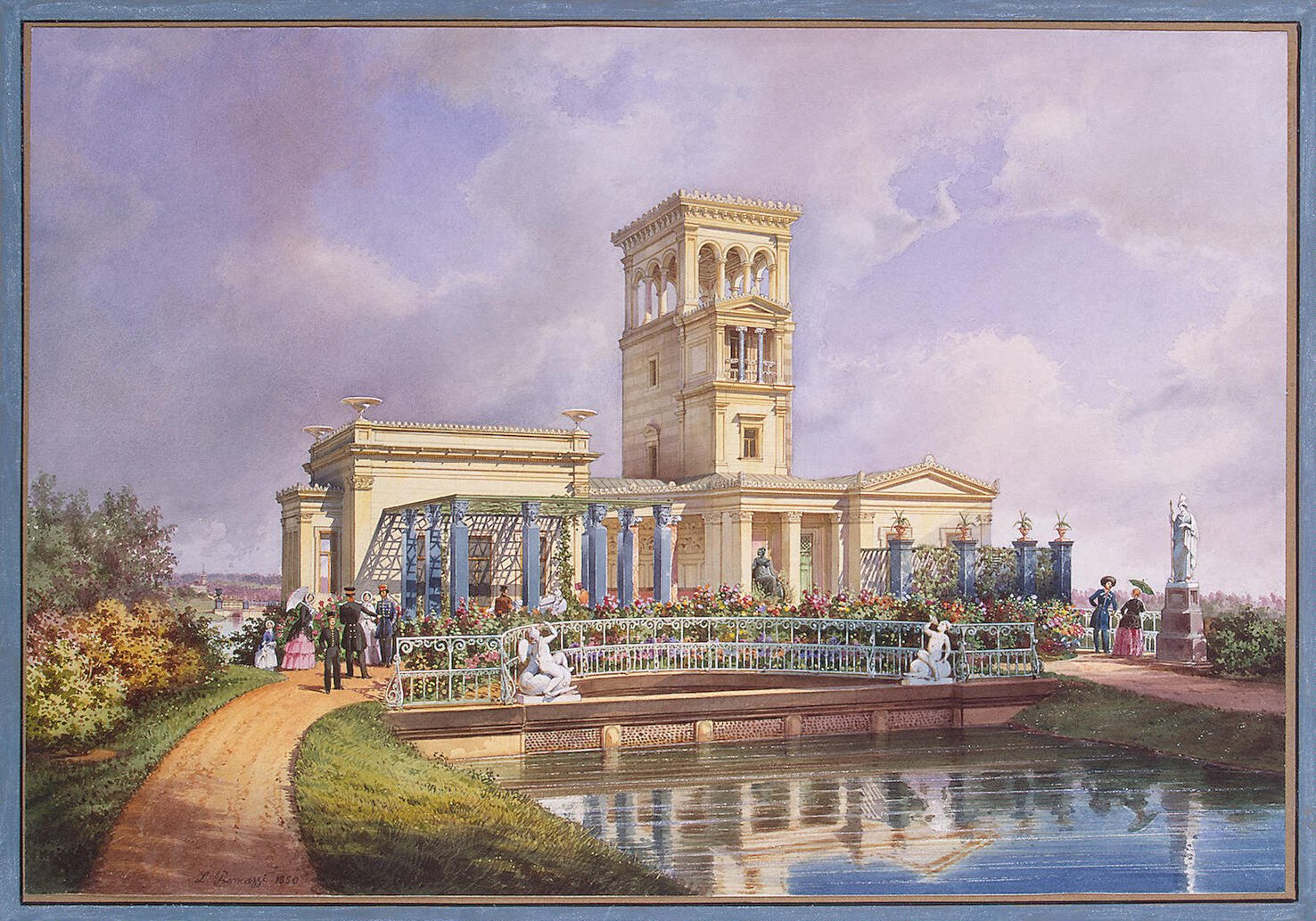
Thermes en granit de Serdobol au Parc des prés du lac à Peterhof, d'après une aquarelle de Luigi Premazzi (Pavillon rose), (1850).

Bientôt les restaurations qui suivent l'incendie du palais d'Hiver de 1837 vont lui donner l'occasion de montrer ses talents. On lui doit de cette époque : deux statues colossales représentant la Sagesse et la Justice dans l'escalier Jourdan du Palais d'Hiver; un grand bas-relief de quinze mètres de long représentant le combat des Amazones contre les Centaures qui se trouve dans la salle de garde de la cavalerie (Salle Jean-Baptiste Greuze); deux figure de Flora et Hébé sous forme de bas-relief dans la chambre du souverain; deux figures d'anges en papier maché, représentant l'Ancien et le Nouveau testament dans la grande église du Palais d'Hiver. Ces œuvres le font connaître et lui valent plus tard de nombreuses commandes. 

Deux grands hauts-reliefs de 8,53 mètres chacun sont réalisés par Terebeniov pour le bâtiment du conseil de tutelle, commandés par Anna Orlova-Chesmenskaya (en). Il réalise également un haut-relief destiné au monastère Saint-Georges de Iouriev représentant Notre-Dame et l'archevêque Féoktist de Novgorod ainsi qu'une série d'œuvres pour le lycée impérial Alexandre, et l'Institut Catherine de Saint-Pétersbourg.
Terebeniov est envoyé, en qualité de sculpteur, en Crimée pour aider à reconstituer l'histoire des antiquités de Panticapée à Kertch. Il y réalise le buste du prince de la ville Zakhar Kherkheoulidzev. Puis il commence une statue d' Amphitrite sur un modèle antique, mais il n'a pas le temps de la finir. Il retourne à Saint-Pétersbourg avec des antiquités provenant de Kertch qu'il réussira à restaurer.  
L'œuvre la plus remarquable et la plus connue de Terebeniov est l'ensemble des Cariatides , réalisé pour le portique du Nouvel Ermitage. Les personnages ont été sculptés dans du granit de Serdopol (provenant de Sortavala en Carélie). Les dimensions de celles-ci sont colossales (4,98 mètres), et décorent l'entrée du Nouvel Ermitage. Un modèle en plâtre a d'abord été exécuté, puis il est présenté au concours de l'académie où il est accepté. Pour la réalisation de premier atalante Nicolas Ier, qui l'appréciait beaucoup, offre à l'artiste une bague de diamant.
Dix figures de cariatides sont sculptées pour le Nouvel Ermitage, mais en tout 80 colonnes sont réalisées dont 17 pour le nouveau pavillon du Parc des prés à Peterhof et 40 de plus petites dimensions placées entre les fenêtres de l'Ermitage,.
Pour réaliser ce travail Terebeniov, à la demande de Nicolas Ier, empereur de Russie, se vit affecter un hangar-atelier près du Palais d'Hiver. Quand il termine ses travaux il est nommé à l'ordre de Sainte-Anne et reçoit, en plus du prix convenu, 17 000 roubles de récompense de la part du souverain. 
Les mêmes colonnes que celles de l'Ermitage sont réalisées à la demande de Nicolas Ier pour les offrir au roi de Prusse. Elles ont été apportées à Berlin par Terebeniov lui-même (ce qui lui valut une nouvelle bague en diamant de la part du roi).
En 1850, il est nommé adjoint d'un département du Palais d'Hiver et plus tard il est chargé des œuvres sculpturales des jardins impériaux. À cette époque il réalise le fronton de l'Amirauté de Saint-Pétersbourg à la gloire de la marine russe ainsi que des statues sur la corniche. Certaines représentent des saisons, d'autres des personnages antiques dont un athlète qui enlève la sueur de son corps avec un couteau. De cette même époque on peut citer ses œuvres : une statue de Maximilien de Leuchtenberg posée sur sa tombe à la chapelle catholique au Palais Vorontsov, un buste de l'empereur Nicolas II et d'épouse de Nicolas I impératrice Alexandra de Russie, qui sont envoyés à la grande-duchesse Olga Nikolaïevna de Russie.
Parmi les œuvres les plus remarquables de Terebeniov, peuvent être citées: le buste en bronze de l'écrivain russe Vasily Karatygin (en) posé sur sa tombe en mémoire de l'artiste au cimetière orthodoxe de Smolensk de Saint-Pétersbourg; le buste d' Alexandre Pouchkine, réalisé en marbre; le buste du comte Dmitry Khvostov (en); le buste de Nestor Koukolnik et d'autres encore.
À l'apogée de son talent Terebeniov menait un train de vie somptueux : voyages, dîners, bals. Quand il manquait d'argent il vendait ses œuvres à n'importe quel prix. 
Mais il ne travaillait pas assidument et il a peu à peu perdu l'inspiration. Les commandes n'ont plus suivi. Il est exclu de l'Ermitage et ne touche pas de retraite. En 1858, il est atteint de la variole et contamine son épouse qui meurt peu après. Cette mort le mine. Il meurt le 31 juillet 1859 dans la pauvreté et oublié de tous.